# Massaër Diallo
Pour les articles homonymes, voir Diallo.
Massaër Diallo, né en 1951 à Saint-Louis (Sénégal), est un philosophe et politologue sénégalais. Il a fait ses études en France à Amiens et à l'Université Paris 1 Panthéon-Sorbonne. C'est un ancien dirigeant du mouvement étudiant sénégalais en France (AESF) dans les années 1970-1980.

## Carrière
Il a été chercheur à la Maison des sciences de l'homme (MSH) à Paris dans le cadre d'un Programme d'Anthropologie Sud/Nord (1983-1985) et Responsable d'un séminaire dans la même période au Collège International de Philosophie, et au Centre d'Etudes des civilisations à Dakar jusqu'en 1986.
Il est professeur à la Faculté des Lettres et Sciences humaines de l'UCAD de Dakar et ancien Directeur général de l’Université des Mutants (Gorée, Sénégal). Il a été, dans ce cadre fondateur de l'IEPS (Institut d'études politiques et stratégiques).
Il a été l'un des animateurs de la Chaire Unesco du département de géographie avec un travail sur la problématique écologique dans les pensées traditionnelles d’Afrique.
De Juillet 2004 à décembre 2009 il a été administrateur principal chef de l'Unité Gouvernance Dynamique des conflits, Paix et Sécurité au CSAO/OCDE. 
Il est membre du conseil d'orientation de l'Institut Diderot, le fonds de dotation pour le développement de l'économie sociale de Covéa, depuis mars 2009.
Il cocoordonne le West African Network for Security and Democratic Governance(Wansed) /Réseau ouest africain pour la sécurité et la gouvernance démocratique.
Il est cofondateur et membre de l'Alliance régionale pour la gouvernance et la prévention des conflits en Afrique de l'Ouest.
Il est membre du Groupe d'Etudes et de Recherches sur l'Afrique Stratégique ( GERAS) de l'IRSEM (Institut de recherches stratégiques et d'études militaires).
Il dirige l'Institut d'Etudes Politiques et Stratégiques ( IEPS). 
Il est l'auteur de nombreux articles et contributions à des ouvrages collectifs.

## Œuvres
- Un regard noir. Les Français vus par les Africains, Autrement, Paris, 1984
- Étude  sur La situation sociopolitique au Togo : tendances et dynamiques d’évolution, Banque mondiale, Lomé, 2003.
- « Répondre durablement aux crises ; rôle de la gouvernance démocratique. Leçons tirées du contexte ouest-africain », dans La gouvernance démocratique - Un nouveau paradigme pour le développement ?, Karthala, Paris, 2008, p. 169-183
- « Le panafricanisme : racines, enjeux et perspectives au XXIe siècle », numéro spécial de la revue Défense nationale, Paris, décembre 2009